# Rasa de Coll de Jou
La rasa de Coll de Jou és un afluent per l'esquerra de la Riera de Canalda.
Neix a 1.440 m d'altitud a Coll de Jou, al vessant sud de la Serra de Querol, al terme municipal de Guixers, per bé que de seguida s'endinsa en el d'Odèn en el qual efectua tota la resta del seu curs. Per la dreta rep les aigües de la rasa de Puig-arnau i per l'esquerra, les del torrent del Grau i les de la rasa de la Canaleta (1,1 km de llargada). Desguassa a la Riera de Canalda a 985 m d'altitud en un espectacular congost.
Coordenades d'altres punts significatius del seu curs:
- La seva confluència amb el torrent del Grau: 42° 7′ 59.38″ N, 1° 32′ 27.70″ E / 42.1331611°N,1.5410278°E
- La seva confluència amb la rasa de Puig-arnau: 42° 7′ 8.47″ N, 1° 31′ 53.14″ E / 42.1190194°N,1.5314278°E
- La seva confluència amb la rasa de la Canaleta: 42° 6′ 45.58″ N, 1° 31′ 53.18″ E / 42.1126611°N,1.5314389°E
- La seva confluència amb la riera de Canalda: 42° 6′ 43.16″ N, 1° 31′ 42.1″ E / 42.1119889°N,1.528361°E